# Sibine sarans
Sibine sarans är en fjärilsart som beskrevs av Dyar 1927. Sibine sarans ingår i släktet Sibine och familjen snigelspinnare. Inga underarter finns listade i Catalogue of Life.